# Matthias Müller (piłkarz)
Matthias Müller (ur. 18 października 1954 w Dreźnie) – niemiecki piłkarz grający na pozycji obrońcy. W swojej karierze rozegrał 4 mecze w reprezentacji Niemieckiej Republiki Demokratycznej.

## Kariera klubowa
Swoją karierę piłkarską Müller rozpoczął w klubie Dynamo Drezno. W 1973 roku awansował do kadry pierwszego zespołu i w sezonie 1973/1974 zadebiutował w nim w DDR-Oberlidze. Wraz z Dynamem wywalczył cztery mistrzostwa Niemieckiej Republiki Demokratycznej w sezonach 1972/1973, 1975/1976, 19761977 i 1977/1978. Zdobył także Puchar Niemieckiej Republiki Demokratycznej w sezonie 1976/1977. W styczniu 1981 roku podczas wyjazdu kadry narodowej na tournée do Ameryki Południowej Müller oraz jego koledzy z drużyny Dynama Peter Kotte i Gerd Weber zostali aresztowani na lotnisku Berlin-Schönefeld przez funkcjonariuszy Stasich pod zarzutem ucieczki na zachód Niemiec. Weber dostał wyrok więzienia, a Kotte i Müller zostali zawieszeni.
Po tym wydarzeniu Müller grał w niższych ligach NRD w takich zespołach jak: TSG Meißen, Fortschritt Neustadt, Aktivist Brieske-Senftenberg, TSG Elsterwerda i Tennis Borussia Berlin. W tym ostatnim zakończył w 1990 roku swoją karierę.

## Kariera reprezentacyjna
W reprezentacji Niemieckiej Republiki Demokratycznej Müller zadebiutował 7 maja 1980 roku w zremisowanym 2:2 towarzyskim meczu ze Związkiem Radzieckim, rozegranym w Rostocku. W tym samym roku zdobył srebrny medal na Igrzyskach Olimpijskich w Moskwie. W kadrze narodowej rozegrał łącznie 4 mecze, wszystkie w 1980 roku.